# Zespół grodzy V i VI Twierdzy Toruń
Zespół grodzy V i VI Twierdzy Toruń – zachowane grodze znajdujące się przy alei Jana Pawła II w Toruniu, w pobliżu mostu drogowego im. Józefa Piłsudskiego, część Twierdzy Toruń. W skład zespołu wchodzą dwa, spośród sześciu, zachowanych gródz, stanowiących XIX-wieczny system obronny Torunia. Zostały zbudowane w latach 1819–1824, służyły do napełniania fosy miejskiej otaczającej od zewnątrz miasto. System ten umożliwiał natychmiastowe spuszczenie wody z Kaszownika w celu podniesienia jej poziomu w fosach. System ten nigdy nie był testowany w warunkach bojowych.
Grodza V zamyka ujście Strugi Toruńskiej na południowym skraju Doliny Marzeń. Grodza VI znajduje się po wschodniej stronie mostu im. Józefa Piłsudskiego.
Pozostałe grodze rozebrano po powrocie Torunia do Polski w latach 20. XX wieku.
Zespół grodzy V i VI Twierdzy Toruń figuruje w gminnej ewidencji zabytków (nr 2155).